# Langschwanz-Thun

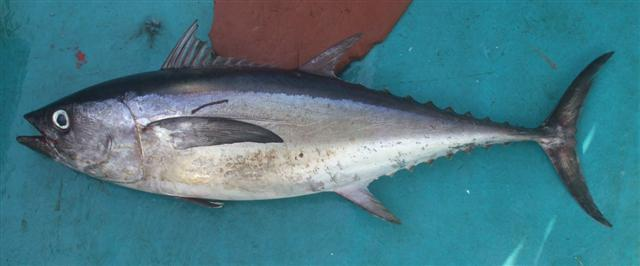
Gefangener Langschwanz-Thun

Der Langschwanz-Thun (Thunnus tonggol) ist eine relativ kleine Thunfischart, die im Indopazifik vor allem nahe den Küsten der Arabischen Halbinsel, Indiens sowie Südostasiens und Australiens zu finden ist.

## Merkmale
Der Langschwanz-Thun ist eine verhältnismäßig kleine Art der Thunfische. Er wird bis maximal 130 cm lang, wobei die Durchschnittslängen meist im Bereich von 40 und 70 Zentimeter liegen. Der bislang größte gefangene Langschwanz-Thun hatte eine Länge von 136 Zentimeter und ein Gewicht von 35,9 Kilogramm; Er stammte aus dem Gebiet um Montagne Island, New South Wales. Die Färbung des Rückens und der oberen Flanken ist graublau, die Bauchseite und die unteren Flankenteile silbrig weiß mit langovalen Flecken. Die Rücken-, Brust- und Bauchflossen sind schwarz, die Spitzen der ersten Rückenflosse sowie der Afterflosse sind gelblich aufgehellt und die Afterflosse selbst ist silbrig. Die Finlets sind gelb mit grauer Randung, die Schwanzflosse ist schwarz mit gelbgrüner Streifung.
Die größte Höhe erreicht der Fisch etwa in der Mitte der ersten Rückenflosse. Die zweite Rückenflosse ist deutlich höher als die erste. Die Brustflossen sind verlängert und betragen 22 % (bei ausgewachsenen Tieren) bis 31 % der Gesamtlänge. Namensgebend ist der lange und schmale Schwanzstiel, der wie bei allen Thunfischen mit kleinen Flossen (Finlets) bestückt ist.

## Verbreitung und Lebensraum
Das Verbreitungsgebiet des Langschwanz-Thuns befindet sich im Indopazifik vor allem nahe den Küsten der Arabischen Halbinsel, Indiens sowie Südostasiens mit den Philippinen und Papua-Neuguinea sowie entlang der Küste Australiens mit Ausnahme der Südküste. Im Bereich der Arabischen Halbinsel dringt der Thunfisch in das südliche Rote Meer ein und ist entsprechend auch an der Küste Somalias zu finden.
Der Langschwanz-Thun ist ein Fisch, der sich vor allem im Flachwasser des küstennahen Schelfbereichs aufhält. Er vermeidet starke Strömungen sowie Bereiche mit geringerer Salinität, etwa Ästuare größerer Flüsse.

## Lebensweise
Wie alle Thunfische ist auch der Langschwanz-Thun ein opportunistischer Jäger und ernährt sich von einem großen Spektrum kleinerer Schwarmfische, Krebstiere und Tintenfische. Aufgrund ihrer Größe werden sie selbst nur von wenigen Raubfischen gejagt, vor allem Haie und Zahnwale kommen als Prädatoren in Frage. Er kann Gruppen von unterschiedlicher Größe bilden.

## Nutzung
Der Langschwanz-Thun wird sowohl mit Netzen als auch mit Langleinen gefischt. Hauptfangnationen sind Japan, die Philippinen, Australien, Papua-Neuguinea, Indonesien, Indien und die Vereinigten Arabischen Emirate.